# Алексеевщина
Алексеевщина (укр. Олексіївщина) — село в Козелецком районе Черниговской области Украины. Население — 361 человек. Занимает площадь 1,243 км².
Код КОАТУУ: 7422080201. Почтовый индекс: 17006. Телефонный код: +380 4646.

## Власть
Орган местного самоуправления — Алексеевщинский сельский совет. Почтовый адрес: 17006, Черниговская обл., Козелецкий р-н, с. Алексеевщина, ул. Пушкина, 1.